# Pohlia loriformis
Pohlia loriformis là một loài Rêu trong họ Bryaceae. Loài này được (Herzog) F.J. Herm. miêu tả khoa học đầu tiên năm 1976.